# Forthampton
Forthampton è un villaggio dell'Inghilterra, appartenente alla contea del Gloucestershire.